# Deriva do SY Aurora

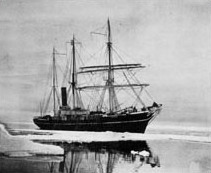
SY Aurora, ancorado no gelo antártico.

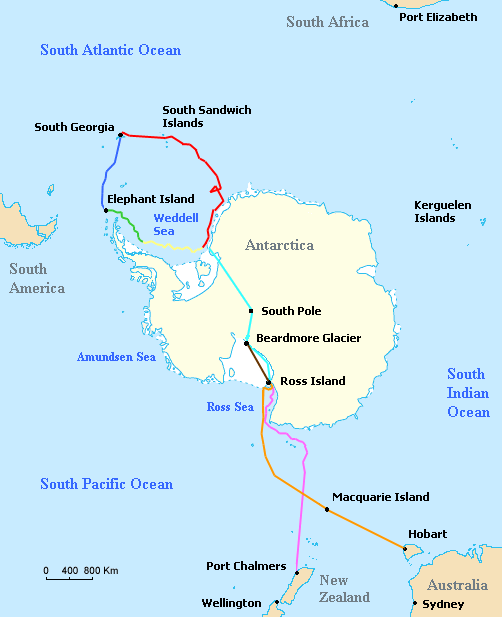
1914–1917: Mapa com as rotas marítimas dos navios Endurance, Aurora e James Caird; a rota terrestre planeada do grupo transcontinental; e a rota do Grupo do Mar de Ross para instalação dos depósitos:
Viagem do Aurora para a Antártida
Deriva e regresso do Aurora

A deriva do SY Aurora foi um episódio ocorrido durante a Expedição Transantártica Imperial de Ernest Shackleton (1914–17). O navio, pertencente ao Grupo do Mar de Ross, ficou à deriva durante 312 dias, depois de uma tempestade o ter arrancado do estreito de McMurdo, onde estava ancorado, em Maio de 1915. Depois de ter ficado preso nas placas de gelo e incapaz de navegar, o Aurora foi levado até às águas do mar de Ross e do oceano Antártico, deixando dez homens no gelo com poucos recursos.
O Aurora, um ex-baleeiro do Ártico, de 40 anos de idade, registado como navio-a-vapor, tinha transportado o Grupo do Mar de Ross para o Cabo Evans, no Estreito de McMurdo em Janeiro de 1915, para aí instalar uma base de apoio à travessia continental de Shackleton e do seu grupo. Quando o capitão do Aurora's, Aeneas Mackintosh tomou a liderança das operações em terra, o primeiro-oficial Joseph Stenhouse assumiu o comando do navio. A falta de experiência de Stenhouse pode ter contribuído para a escolha de um local inapropriado para passar o Inverno, embora as suas opções fossem  limitadas pelas instruções dos seus superiores. Depois de o navio ter sido arrancado, sofreu sérios danos no gelo, incluindo a destruição do leme e a perda das âncoras; em várias ocasiões, a situação em que se encontravam era de tal modo dramática que Stenhouse pensou em abandonar o navio. Foram feitas várias tentativas de comunicação com o Cabo Evans e com as estações da Nova Zelândia e Austrália, mas sem sucesso, à medida que a deriva os levava através do Inverno e Primavera polar, para uma posição a norte do Círculo Polar Antártico. Em Fevereiro de 1916, o gelo começou a partir-se e, um mês depois, o navio estava livre do gelo. Seguiu para a Nova Zelândia, onde foi reparado e onde foi reabastecido, antes de voltar à Antártida para resgatar os membros sobreviventes do grupo terrestre.
Embora Stenhouse tenha salvo o navio, após a chegada a Port Chalmers, foi afastado do comando pelos organizadores da expedição de resgate ao Grupo do Mar de Ross; também a tripulação foi, na sua maioria, substituída. Pelos serviços prestados a bordo do Aurora, Joseph Stenhouse foi, mais tarde, nomeado Oficial da Ordem do Império Britânico (OBE).

## Antecedentes

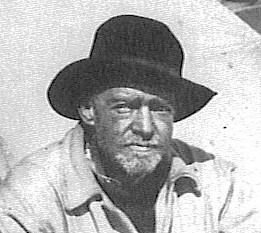
Ernest Shackleton, líder geral da expedição

A Expedição Transantártica Imperial compreendeu duas partes. A primeira, sob o comando de Sir Ernest Shackleton, dirigiu-se para o mar de Weddell no Endurance, com a intenção de estabelecer uma base a partir da qual um grupo marcharia pelo continente através do Pólo Sul até ao estreito de McMurdo, no lado do mar de Ross. Um segundo grupo, sob o comando de Aeneas Mackintosh no Aurora, seria desembarcado numa base do mar de Ross, com a tarefa de colocar depósitos de provisão ao longo da rota esperada das últimas fases da marcha de Shackleton, uma missão que Shackleton considerou não ter problemas. Shackleton dedicou pouco tempo aos detalhes da operação do mar de Ross; assim, ao chegar à Austrália para assumir o seu posto, Mackintosh foi confrontado com um navio não-navegável e sem fundos para corrigir a situação. O Aurora, apesar de fortemente construído, tinha 40 anos e tinha regressado recentemente da Expedição Antártica Australasiática de Douglas Mawson, necessitando de uma extensa remodelação. Após a intervenção do eminente cientista polar australiano Edgeworth David, o governo australiano forneceu dinheiro e um estaleiro para tornar o Aurora adequado para enfrentar as condições de navegabilidade na Antárctica.

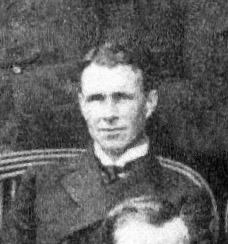
Aeneas Mackintosh, comandante do grupo do mar de Ross

Do grupo do mar de Ross que acabou por partir da Austrália em Dezembro de 1914, apenas Mackintosh, Ernest Joyce, que estava no comando dos cães, e o contramestre do navio, James "Scotty" Paton, tinham experiência significativa nas condições da Antárctida. Alguns dos elementos do grupo juntaram-se à última hora: Adrian Donnelly, engenheiro ferroviário que nunca esteve no mar, tornou-se o segundo-oficial de engenharia do Aurora, enquanto Lionel Hooke, operador de comunicações, era um aprendiz de 18 anos. O comandante principal da Aurora foi Joseph Stenhouse, da Companhia de Navegação a Vapor Anglo–Indiana. Stenhouse, que tinha 26 anos quando se juntou à expedição, estava na Austrália a recuperar de uma depressão quando ouviu falar dos planos de Shackleton e viajou para Londres para garantir o lugar no Aurora. Embora, ainda jovem, ele tivesse sido influenciado pelas façanhas polares de Fridtjof Nansen, Robert Scott e William Speirs Bruce, Stenhouse não tinha experiência directa em águas antárcticas ou condições de gelo.

## No estreito de McMurdo

### Inverno
O Aurora chegou ao estreito de McMurdo em Janeiro de 1915, no final da estação devido à sua demora na partida da Austrália. Como o grupo estava atrasado três semanas, Mackintosh decidiu que o trabalho de estabelecimento de depósitos deveria começar de imediato e assumiu ele próprio o controlo desta tarefa. A 25 de Janeiro, Mackintosh estava à frente de um dos primeiros grupos de trenó, deixando Stenhouse no comando do navio. Nas poucas semanas antes de as águas do estreito congelarem, Stenhouse teve que supervisionar o desembarque da maioria dos equipamentos e mantimentos, e encontrar um local seguro para ancorar o navio; estas tinham sido as instruções dadas por Mackintosh a Stenhouse antes de partir.
O único local seguro conhecido para ancorar no Inverno no estreito de McMurdo foi o mesmo do da Expedição Discovery de Scott entre 1901-03, em Hut Point, ao sul da língua de gelo Erebus, que dividia o estreito em dois sectores. No entanto, o navio de Scott tinha ficado congelado no gelo durante dois anos e necessitou de dois navios de resgate e várias cargas explosivas para libertá-lo. Shackleton estava determinado a evitar isso, e tinha dado as instruções a Mackintosh, transmitidas a Stenhouse, para ancorar o Aurora a norte da língua. Nenhum navio passado o Inverno na secção norte exposta do estreito, e esta decisão foi questionada pelos marinheiros experientes Ernest Joyce e James Paton nos seus diários privados. No final da expedição, John King Davis, que deveria liderar a missão de salvamento do grupo do mar de Ross, escreveu que as instruções de Shackleton deveriam ter sido ignoradas e que Stenhouse deveria ter levado o Aurora para a segurança de Hut Point, mesmo com o risco de ficar congelado.

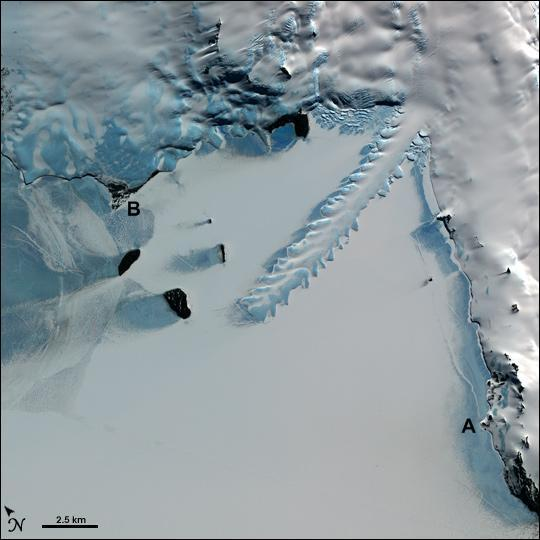
Vista aérea do estreito McMurdo congelado, onde se pode ver a Língua do Glaciar com: (à direita em baixo) Hut Point; e (em cima à esquerda) o Cabo Evans.

### Levado pela tempestade
O local de ancoragem do Aurora em Cape Evans era completamente isolado, sem qualquer tipo de protecção contra intempéries., exposto à total dureza do clima de Inverno. Em meados de Abril, o navio parecia um "destroço", inclinado para estibordo e sujeito aos movimentos bruscos do gelo em seu redor. Quando o tempo permitiu, foram feitas tentativas para montar as antenas sem fio que permitiriam a comunicação com os grupos de homens que estavam em terra e, mais tarde, esperava-se, esperava, com a Austrália e a Nova Zelândia. As restantes rações para a viagem de trenó aos depósitos foram colocadas em terra,, mas grande parte dos suprimentos pessoais, combustível e equipamentos continuavam a bordo, já que se supunha que o navio ficaria no mesmo local durante todo Inverno.
Cerca das 21h00, durante uma forte tempestade, os homens a bordo ouviram duas "grandes explosões" quando as amarras principais de separaram das âncoras. As forças combinadas do vento e dos movimentos rápidos do gelo arrancaram o Aurora do seu local de ancoragem e, preso num enorme bloco de gelo, o navio ficou à deriva no estreito. Stenhouse deu ordem para aumentar a força do vapor esperando que, sob a força dos motores, o Aurora conseguisse regressar à costa assim que a tempestade abrandasse, mas partes dos motores estavam desmantelados para a manutenção de Inverno, não conseguindo assim que aqueles começassem a funcionar de imediato. Mesmo assim, o motor de 98 cv (73 kW) e a hélice não tinham força suficiente. Lentamente, o navio foi sendo levado para fora da costa; o forte ruído da tempestade significava que o grupo científico que estava em terra no cabo Evans não se tinha apercebido do que estava a acontecer com o navio; só de manhã descobririam que o navio tinha desaparecido.
Dezoito homens estavam a bordo quando o Aurora ficou à deriva, deixando dez em terra. Quatro cientistas viviam na cabana de cabo Evans; seis membros do primeiro grupo de colocação de depósitos, incluindo Mackintosh e Joyce, ficaram presos em Hut Point à espera de uma oportunidade para atravessar o mar de gelo para regressar a cabo Evans.

## Deriva

### Primeira parte

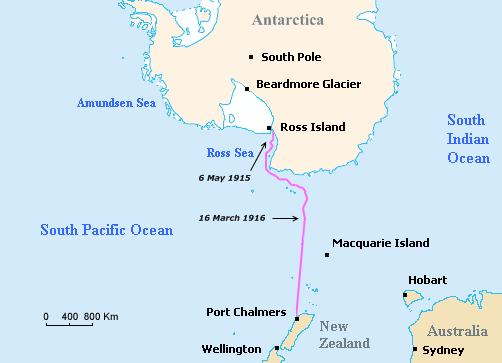
Mapa com a rota percorrida pelo Aurora durante a sua deriva no gelo desde 6 de Maio de 1915, a sua posição quando se libertou do gelo a 14 de Março de 1916, e a sua ida para Port Chalmers

A 8 de Maio, um forte e contínuo vento de sul levou o navio para norte, sempre preso ao gelo, desde o estreito de McMurdo até ao mar de Ross. Na entrada no seu diário a 9 de Maio, Stenhouse faz um resumo da posição do Aurora: "...rápido no gelo e à deriva sabe Deus para onde [...] Estamos todos de boa saúde [...] estamos bem dispostos e havemos de safar-nos desta situação." Ele sabia que já não havia qualquer hipótese de passar o Inverno ancorado em McMurdo, e mostrou preocupação pelos homens em cabo Evans: "É uma perspectiva lúgubre para eles [...] temos o resta das [gabardinas] Burberrys, roupas, etc., para a marcha do ano seguinte a bordo." Durantes os dois dias seguintes, os ventos atingiram tal velocidade que se tornou impossível aos homens a bordo realizarem qualquer actividade no convés, mas a 12 de Maio as condições atmosféricas acalmaram o tempo suficiente para efectuar uma tentativa de comunicação por rádio, e Hooke começou a tentar contactar os homens que tinham ficado para trás. As suas mensagens em código morse não chegaram a cabo Evans. Apesar de o alcance habitual do rádio fosse de 300 milhas (480 km), Hooke tentou aumentar a distância da estação de rádio na ilha Macquarie mais de 1 300 milhas náuticas (2 400 km), mas sem sucesso.
A 14 de Maio, os restos danificados das âncoras, que ameaçavam virar o navio, foram puxados para bordo. Nos dias que se seguiram, o gelo compacto tornou-se mais fino, e com a pioria do tempo as caldeiras foram fechadas, pois manobrar o navio naquelas condições seria inútil e só iria fazer com que se gastasse carvão desnecessariamente. reabastecer o navio com água fresca era outra dificuldade. A dado momento foi avistado um grande icebergue, mas estava demasiado longe; assim, para obter água potável a tripulação tinha que se servir da neve. A comida não era um problema tão grande pois conseguiam caçar as focas e os pinguins que se abeiravam do navio. Para manter o moral positivo, a tripulação recebeu uma dose de rum para celebrar o Dia do Império a 24 de Maio.
A 25 de Maio, à medida que o Aurora se dirigia para a costa da terra de Vitória, Stenhouse descreveu uma cena "parecida com um cemitério", com pesados blocos de gelo retorcidos e na vertical. O Aurora estava sempre em constante perigo devido a este tipo de gelo que o cercava. Stenhouse deu ordens aos homens para que preparassem o equipamento de trenós e abastecimentos para uma possível marcha em terra caso o Aurora ficasse preso e se afundasse, mas o perigo iminente acabou por passar. Seguiram-se semanas de relativa inactividade, tempo em que Stenhouse considerou as suas hipóteses. Se o navio continuasse preso mas na mesma posição, ele iria enviar, se o gelo do mar o permitisse, um grupo até ao cabo Evans com equipamentos e suprimentos. Se, no entanto, a deriva continuasse para norte, assim que o navio ficasse livre do gelo Stenhouse rumaria para a Nova Zelândia; aqui efectuaria uma manutenção ao navio, assim como um reabastecimento, e voltaria a cabo Evans em Setembro ou Outubro.
No início do mês seguinte, a 9 de Julho, a velocidade da deriva aumentou, e havia sinais de aumento de pressão do gelo. A 21 de Julho, o navio ficou numa posição que permitia que o gelo o esmagasse em ambas as pontas, ficando a hélice gravemente danificada e sem reparo. De acordo com o diário de Hooke: "Estavam todos preparados para saltar para fora do barco para o gelo. Era quase certo que o navio se vai destruir." No dia seguinte, Stenhouse preparou-se para abandonar o navio, mas novos movimentos no gelo aliviaram a pressão da situação e o Aurora  acabou por regressar a uma posição segura. Os planos para abandonar a embarcação foram cancelados; Hooke reparou o seu aparelho de comunicações e continuou com as tentativas de contactar a ilha de Macquarie. A 6 de Agosto, o sol surgiu pela primeira vez desde o início da deriva. O Aurora, ainda bem preso, estava agora a 360 milhas náuticas (670 km) a norte do cabo Evans, próximo de cabo Adare, na ponta norte da terra de Vitória, local onde o mar de Ross se funde com o oceano Antárctico.

### Oceano Antárctico
Quando o navio passou pelo cabo Adare, a direcção da deriva mudou para noroeste. A 10 de Agosto, Stenhouse estimou que estavam a 45 milhas náuticas (83 km) a nordeste do cabo e que a sua deriva era de pouco mais de 20 milhas náuticas (37 km) por dia. Poucos dias depois, Stenhouse registou que o navio estava "a andar para trás e para a frente", o que significava que estava a mover-se sem fazer progressos."No entanto, não podemos resmungar e devemos ser pacientes", escreveu, acrescentando que, a partir do gávea, se podia vislumbrar o mar aberta. Com a possibilidade de o extremo do bloco de gelo estar próxima, começaram a trabalhar na construção de uma gambiarra. Esta envolveu a remoção dos destroços do leme esmagado, uma tarefa em grande parte realizada pelo engenheiro Donnelly. A gambiarra foi construída a partir de materiais improvisados, a 26 de Agosto, estava pronta para ser utilizada assim que o Aurora saísse do gelo. Seria então baixada sobre a popa e operado manualmente, "como um enorme remo".
A 25 de Agosto, Hooke começou a captar sinais de rádio pontuais entre a ilha Macquarie e a Nova Zelândia. No final de Agosto, começaram a surgir aberturas no gelo, e, por vezes, era possível observar ondulações sob o navio. Contudo, o mau tempo regressou em Setembro, quando um ciclone destruiu a antena do rádio e, durante algum tempo, travou os esforços de efforts. A 22 de Setembro, quando o Aurora ficou com as ilhas Balleny à vista, Stenhouse estimou que teriam percorrido mais de 700 milhas náuticas (1 300 km) desde o cabo Evans, ao que ele chamou de uma "espantosa deriva". Acrescentou que foram mantidas observações e registos regulares da natureza e direcção do gelo: "Ela [a deriva] não foi em vão, e [...] o conhecimento da forma e direcção do gelo serão uma valiosa informação para o conhecimento humano".
O ambiente a bordo do Aurora pouco mudou nos meses seguintes. Stenhouse esforçou-se por manter o moral elevado, mantendo a tripulação a trabalhar sempre que possível e organizando actividades lúdicas, incluindo jogos de futebol e críquete no gelo. A 21 de Novembro, o Aurora atravessou o Círculo Polar Antárctico, e era evidente que o gelo em redor do navio se estava a derreter: "...um bom nevão causaria uma ruptura geral", escreveu Stenhouse. O Natal aproximava-se e o gelo continuava firme; Stenhouse deixou que os seus homens preparassem uma festa, mas apontou no seu diário: "Gostaria que Deus festejasse as festividades ... [...] estamos bastante empolgando enquanto os pobres homens no Cabo Evans têm pouco ou nada!" Dias mais tarde, celebraram o Dia de Ano Novo com um coro improvisado de Rule, Britannia e God Save the King.

### Libertação do gelo
Nos primeiros dias de Janeiro de 1916, o bloco de gelo que segurava o navio começou a estalar com o os raios solares. Stenhouse supôs que, depois de efectuar reparações na Nova Zelândia: "se conseguirmos deixar Lyttleton (sic) no final de Fevereiro, com sorte e uma rápida passagem a sul, talvez chegaremos a Hut Point antes do congelamento do estreito." A pouca distância do navio era perceptível o gelo a movimentar-se com rapidez, mas o Aurora manteve-se bem preso ao longo de Janeiro.
Com o Verão antárctico mais curto, Stenhouse teve que considerar a possibilidade de o Aurora ficar preso por mais um ano, e depois de verificar o nível de combustível e e de abastecimentos, deu ordem para capturar mais focas e pinguins. A caça aos animais mostrou-se complicada pois o estado do gelo - macio - tornava as deslocações fora do navio perigosas. À medida que o gelo que prendia o navio ia derretendo, os intervalos nas madeiras abriam e deixavam entrar cerca de um metro de água por dia, o que requeria a utilização regular das bombas de água. A 12 de Fevereiro, enquanto a tripulação estava ocupada, o gelo que prendia o navio começou, por fim, a soltar-se. Em poucos minutos, todo o bloco de gelo quebrou-se em fragmentos, surgiu um uma extensão de água, e o Aurora começou a flutuar livremente. Na manhã seguinte, Stenhouse deu instruções para preparar as velas, mas a 15 de Fevereiro, o navio parou por acumulação de gelo, ficando, novamente, parado durante duas semanas. Stenhouse não queria utilizar os motores para movimentar o navio pois o nível de carvão existente era baixo, mas, a 1 de Março decidiu que não havia outra hipótese; ordenou que se criasse vapor e, no dia seguinte, o Aurora rumou em frente movido a motor. Após várias paragens e partidas, a 6 de Março avistaram o extremo do gelo a partir do convés. A 14 de Março, o navio saiu finalmente do gelo compacto, depois de uma deriva que durou 312 dias, percorrendo 1 600 milhas náuticas (3 000 km). Stenhouse registou a posição do navio quando chegou a mar aberto como 64°27'S de latitude, e 157°32'E de longitude.

## Regresso à civilização

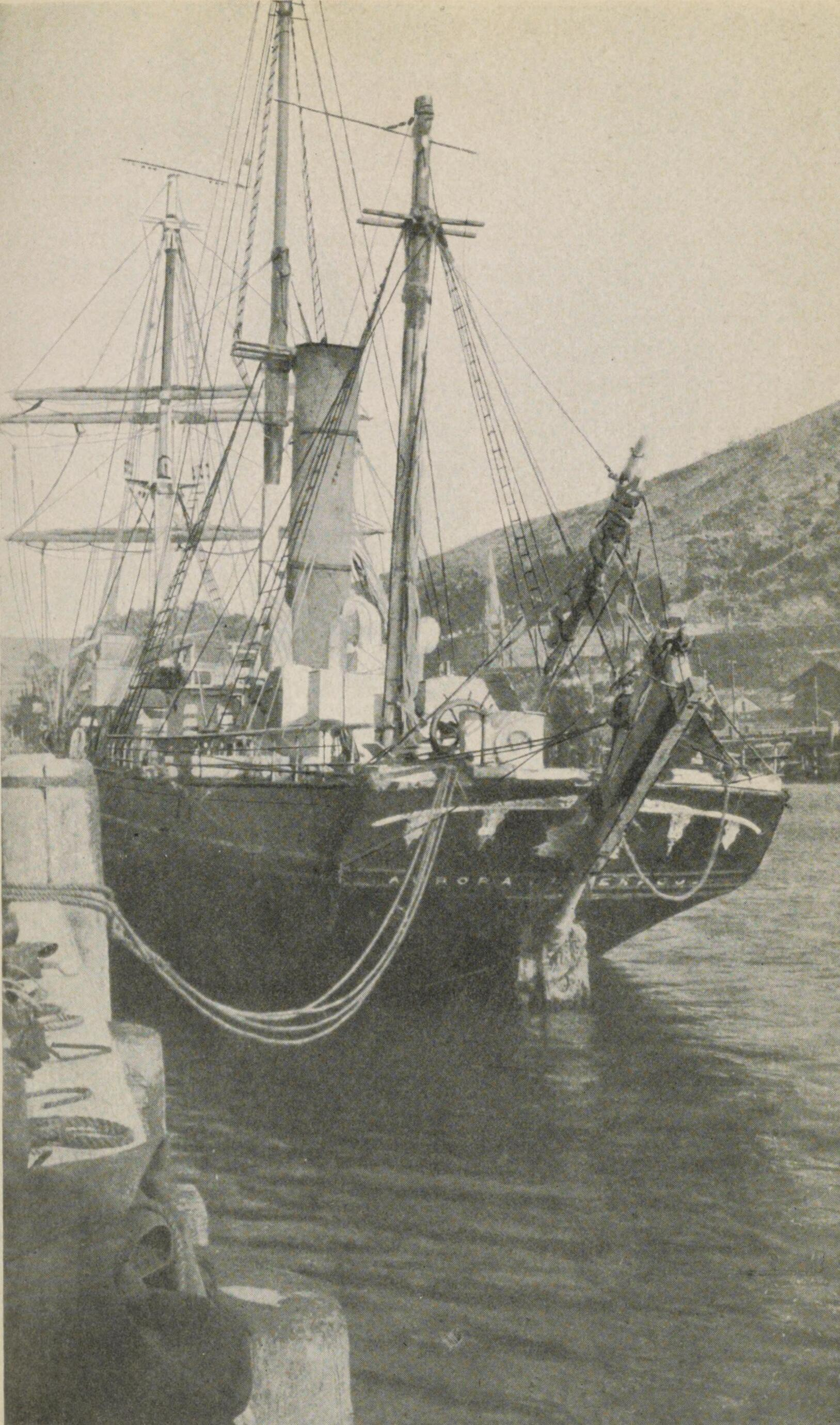
O Aurora na Nova Zelândia depois da deriva, com o leme de emergência visível

O atraso na libertação do gelo fez Stenhouse perder a esperança de rapidamente ajudar os homens de cabo Evans. A sua prioridade agora era chegar à Nova Zelândia e regressar à Antárctida na Primavera seguinte. Durante as últimas frustrantes semanas no gelo, Hooke esteve a reparar o aparelho de comunicações sem fios conseguindo voltar a transmitir. Ele e a restante tripulação desconheciam que a estação de comunicações da ilha Macquarie, a maior próxima durante a deriva, tinha sido recentemente encerrada pelo governo australiano como medida de poupança de custos. A 23 de Março, utilizando uma antena múltipla de 80
-pé (24 m), Hookes transmitiu uma mensagem que, em condições atmosféricas estranhas, chegou a Bluff Station, na Nova Zelândia. No dia seguinte, os seus sinais chegaram a Hobart, na Tasmânia, e nos dias que se seguiram, enviou a posição detalhada do Aurora, a sua situação geral e as condições do grupo que ficou em terra. Estas mensagens, e as condições atmosféricas estranhas, que as tornaram possíveis a uma distância muito maior do que a capacidade original, chegaram a todo o mundo.
O caminho que o Aurora percorreu desde que saiu do gelo até chegar a um local seguro foi lento e perigoso. O carvão armazenado tinha de ser poupado, o que limitava a utilização dos motores, e o leme improvisado tornou as manobras difíceis; por vezes, o navio enchia-se de água, e corria o perigo de se afundar. Mesmo depois de fazerem contacto com o exterior, Stenhouse estava relutante em procurar ajuda, com receio de que uma missão de salvamento pudesse criar mais constrangimentos à expedição. Contudo, foi forçado a pedir ajuda quando o Aurora se aproximava da Nova Zelândia e uma tempestade, em 31 de Março, o colocou em perigo de ser atirado contra uns rochedos. Dois dias depois, o rebocador Dunedin alcançou o navio e prendeu-o por um cabo de reboque. Na manhã seguinte, 3 de Abril de 1916, o Aurora chegou ao porto de Port Chalmers.

## Rescaldo
À sua chegada à Nova Zelândia, Stenhouse ficou a saber que não havia qualquer informação acerca de Shackleton e do grupo do mar de Weddell desde a sua partida da Geórgia do Sul em Dezembro de 1914; parecia que ambos os grupos da Expedição Transantártica Imperial necessitavam de ajuda. Stenhouse foi informado elos escritórios da expedição em Londres que há muito que os fundos monetários tinham chegado ao fim, e que o dinheiro para reparar o Aurora teria de ser arranjado em outro lugar. Também parecia evidente que, nas mentes das autoridades, a busca e salvamento do grupo de Shackleton tinha prioridade face aos dos homens em cabo Evans.
A inacção continuou até ao súbito reaparecimento de Shackleton nas ilhas Malvinas, no início de Junho. Os governos britânico, australiano e neo-zelandês acordaram financiar a expedição de salvamento da expedição do mar de Ross, dando início aos trabalhos de manutenção do Aurora. Stenhouse assumiu que, como comandante de facto do navio, seria ele a liderar o grupo de salvamento, mas a comissão encarregada com da supervisão de manutenção foi muito crítica da organização inicial de Shackleton da expedição ao mar de Ross. Queriam nomear o seu próprio comandante para a operação de resgate, e Stenhouse, leal a Shackleton, era-lhes inaceitável. Chegaram a questionar se Stenhouse tinha experiência suficiente para o comando, referindo a sua infeliz escolha para a ancoragem de Inverno. Após meses de incerteza, Stenhouse soube, através dos jornais, a 4 de Outubro, que John King Davis tinha sido escolhido para o novo capitão do Aurora. Instado por Shackleton para não cooperar com a nova decisão, Stenhouse recusou o posto de imediato e foi dispensado, juntamente com Thompson, Donnelly e Hooke. Shackleton chegou demasiado tarde à Nova Zelândia para ter qualquer influência no assunto, além de organizar a sua própria nomeação como oficial supranumerário no Aurora antes da sua partida para o cabo Evans a 20 de Dezembro de 1916.
A 10 de Janeiro de 1917,  tripulado por uma equipe quase inteiramente nova, o Aurora chegou ao cabo Cape Evans e recolheu os sete sobreviventes do grupo do mar de Ross; Mackintosh, Victor Hayward e Arnold Spencer-Smith tinham morrido. Esta foi a última vez que o navio foi à Antárctida; no seu regresso à Nova Zelândia, foi vendido por Schackleton a um comerciante de carvão. O Aurora rumou para Newcastle, em 20 de Junho de 1917, em direcção ao Chile, e nunca mais foi visto, sendo dado como oficialmente desaparecido pela Lloyd's of London em 2 de Janeiro de 1918. Entre os desaparecidos estava James Paton, o contramestre do navio durante a expedição do grupo do mar de Ross e da deriva, e da subsequente missão de resgate. Em 1920, o rei [Jorge V do Reino Unido]] condecorou Joseph Stenhouse com o grau de oficial da Ordem do Império Britânico (OBE), em reconhecimento dos seus serviços a bordo do Aurora.